# Andrena mocsaryi
Andrena mocsaryi là một loài Hymenoptera trong họ Andrenidae. Loài này được Schmiedeknecht mô tả khoa học năm 1884.